# 이양승
이양승(1953년 1월 16일 ~ )은 대한민국의 희극 배우이다. 대한민국에서는 통아저씨로 많이 알려져 있다.

## 주요 출연작
- 슈퍼 선데이
- 담력 테스트
- 개그콘서트
- 스펀지 2.0(이상 KBS.)
- 웃음충전소 - 타짱 1,2에서 자주 등장했었다.
- 놀러와
- 기분좋은 날(이상 MBC.)
- 묘기 대행진(SBS)
- 세얼간이(tvN)